# Danny Jacobs
Danny Jacobs (Detroit, 7 de julho de 1968) é um artista norte-americano notório por sua contribuição vocal em produções animadas, notadamente em Phineas e Ferb do Disney Channel e The Penguins of Madagascar da Nickelodeon. Foi agraciado com dois prêmios Emmy do Daytime, nos anos de 2011 e 2015, em virtude de sua performance no papel do personagem King Julien na mencionada série da Nickelodeon, bem como em All Hail King Julien, da Netflix.